# Natalie Schwamová
Natalie Schwamová (* 21. srpen 1999, Praha) je česká klavíristka, vítězka řady českých i světových hudebních soutěží.

## Životopis

### Studium
V pěti letech dostala svůj první klavír. Začala podle sluchu hrát a improvizovat. Od roku 2005 do roku 2009 navštěvovala hodiny klavíru ve třídě doc. Libuše Tiché na Hudební škole hlavního města Prahy. V roce 2010 odjela s rodiči do Argentiny, kde během více než ročního pobytu pracovala pod vedením argentinské klavíristky a skladatelky Píi Sebastiani (1925-2015). Po návratu do České republiky byla od roku 2011 žákyní Milana Langera na pražské ZUŠ Jižní Město. Od roku 2012 studovala pod vedením prof. Františka Malého na Hudební škole hlavního města Prahy. Poté u téhož profesora od roku 2016 studovala na Hudební a taneční fakultě AMU (HAMU) v Praze, kde v roce 2021 dokončila magisterské studium (2019: BcA., 2021: MgA.). 
Talentovaná hudebnice už v šestnácti začala studovat pražskou HAMU a příští rok se stane patrně nejmladší nositelkou bakalářského vysokoškolského titulu v Česku ... Na YouTube ji pravidelně sleduje 26
 tisíc odběratelů a některá videa mají více než půl milionu zhlédnutí.
Jan Novotný, My jsme budoucnost: Tito Češi zazářili už jako teenegeři, Euro.cz, 4. 8. 2018
 Paralelně se zdokonalovala na Vysoké škole královny Sofie (Escuela Superior de Música Reina Sofía) v Madridu, nejprve o prof. Dimitrije Baškirova (1931-2021), od září 2021 na téže škole u prof. Milany Chernyavské (1968). Na madridské škole byla členkou Enagás Schumann Ensemble, v současnosti je součástí Google Da Vinci Ensemble.

### Účast v klavírních soutěžích
Od začátku své hudební kariéry se účastní hudebních soutěží. Je vítězkou řady klavírních soutěží v České republice i zahraničí. Ve čtrnácti letech získala 2. místo v Mezinárodní smetanovské soutěži v Plzni v seniorské kategorii do 30 let. V patnácti letech se stala nejmladší vítězkou Mezinárodní klavírní soutěže Fryderyka Chopina v Mariánských Lázních. V roce 2015 se zúčastnila jako jedna z nejmladších prestižní světové klavírní soutěže Fryderyka Chopina ve Varšavě (jako 15letá vybrána do hlavního kola ze 160 účastníků z 27 zemí). V roce 2017 získala stipendium YAMAHA a dostala se do finále mezinárodní klavírní soutěže v dánském Aarhusu (kde získala 4. cenu).

### Koncertní činnost
Ve svých deseti letech debutovala v Argentině jako sólistka Mozartova koncertu d moll KV 466 se Symfonickým orchestrem města Buenos Aires, se kterým hrála i následující rok. Dále v Argentině spolupracovala s Národním univerzitním orchestrem a v České republice s Pardubickou komorní filharmonií, s Janáčkovou filharmonií v Ostravě, s Plzeňskou filharmonií a v roce 2014 a 2016 v Rudolfinu se Symfonickým orchestrem hlavního města Prahy FOK. v roce 2017 si v Dánsku zahrála s Aarhuským symfonickým orchestrem. S Pražskou komorní filharmonií vystoupila v roce 2020 v rámci Orchestrálního cyklu koncertů "Ti nejlepší". V roce 2020 debutovala na festivalu Dvořákova Praha, kde provedla díla Antonína Dvořáka. Jako sólistka se představila na recitálech v České republice, v Německu, v Itálii, v Rakousku, v Dánsku, ve Španělsku a v USA.

### Nahrávky
V listopadu 2019 nahrála své první CD.

## Průběh hudebního vzdělání
- 2005–2009 Hudební škola hl. m. Prahy (Libuše Tichá)
- 2010–2011 studijní pobyt v Argentině (Pia Sebastiani)
- 2011–2012 ZUŠ Jižní Město (Milan Langer)
- 2012–2016 Hudební škola hl. m. Prahy (František Malý)
- 2016–2021 Hudební a taneční fakulta Akademie múzických umění v Praze (František Malý)
- 2020–nyní Vysoká škole královny Sofie/Escuela Superior de Música Reina Sofía, Madrid (Dimitrij Baškirov, Milana Chernyavská)

## Juniorské ceny získané v českých a mezinárodních klavírních soutěžích (2008-2014)
- II. cena: Mezinárodní smetanovská klavírní soutěž v Plzni 2014 (kategorie do 30 let, nejmladší účastnice mezi i o víc než deset let staršími účastníky)[25]
- Laureátka Mladého klavíru Pražské konzervatoře 2013 (mezinárodní soutěžní přehlídka laureátů klavír. soutěží od 12 do 18 let Mladý klavír)
- II. cena: Mezinárodní soutěž Broumovská klávesa (Mikulov 2013)
- I. cena: celostátní klavírní soutěž Prague Junior Note 2012
- II. cena: Mezinárodní smetanovská klavírní soutěž v Plzni 2012 (kategorie do 16 let, nejmladší účastnice)
- I. cena: Ústřední kolo soutěže ZUŠ - celostátní vítězka (Praha 2011)
- I. cena: celostátní klavírní soutěž Prague Junior Note 2011
- I. cena a titul Absolutní vítěz: Mezinárodní soutěž Virtuosi per musica di piano-forte v Ústí nad Labem, 2011
- II. cena: Mezinárodní klavírní soutěž Amadeus 2011 (Brno)
- II. cena: Mezinárodní soutěž Pro Bohemia v Ostravě 2011 a Zvláštní cena za interpretaci skladby Antonína Rejchy
- Laureátka Mladého klavíru Pražské konzervatoře 2011 a držitelka hlavní Ceny Unicornu Talent mladého klavíru Pražské konzervatoře 2011 (mezinárodní soutěžní přehlídka laureátů klavír. soutěží od 12 do 18 let Mladý klavír, nejmladší účastnice)
- I. cena: Mezinárodní (klavírní) soutěž WPW – Panmusica Austria 2009 (Vídeň)
- I. cena a absolutní vítězství: Mezinárodní soutěž Rovere d'Oro v San Bartolomeu (Itálie 2009)
- Cena pro nejlepšího klavíristu a Zvláštní ocenění – World Music Competition Ibla Grand Prize 2009 (Itálie - Sicilie)
- I. cena ve vyšší věkové kategorii: Mezinárodní soutěž Val Tidone (Itálie 2009)
- I. cena a Cena poroty: celostátní klavírní soutěž Prague Junior Note 2009
- I. cena: Mezinárodní soutěž mladých klavíristů Amadeus 2009 (Brno)
- I. cena: celostátní klavírní soutěž Prague Junior Note 2008
- I. cena: Ústřední kolo soutěže ZUŠ - celostátní vítězka (Praha 2008)
- I. cena: Karlovarská růžička (2008)

## Významná koncertní vystoupení
- 2020 – vystoupení na mezinárodním hudebním festivalu Dvořákova Praha, sólistka s programem - Antonín Dvořák: Souborné dílo pro sólový klavír IV. – Americké obzory
- 2013 – účast na: Aarhus International Piano Competitions, 24. února – 2. března (Dánsko)[26]
- 2012 – vystoupení s Janáčkovou filharmonií Ostrava jako sólistka v Mozartově klavírním koncertu č. 21 C dur KV 467
- 2012 – 2 x vystoupení s Komorní filharmonií Pardubice jako sólistka Chopinova koncertu e moll op. 11 a Dusíkova koncertu B dur pro dva klavíry a orchestr
- 2011 – sólistka Mozartova koncertu č. 21 C dur KV 467, se Symfonickým orchestrem města Buenos Aires (Orquesta Sinfónica Ciudad de Buenos Aires)[27] a s Národním univerzitním orchestrem Buenos Aires (Argentina)
- 2010 – sólistka Mozartova koncertu č. 20 d moll KV 466, se Symfonickým orchestrem města Buenos Aires, (Argentina) a dále sólistka koncertů pořádaných Českým centrem a Velvyslanectvím ČR v Argentině[28][29]
- 2009 – koncert "Japonsko zdraví Prahu", Smetanova síň Obecního domu, Praha
- koncerty: v Rakouském kulturním centru, v Lichtenštejnském paláci v Praze